# Grace Hightower

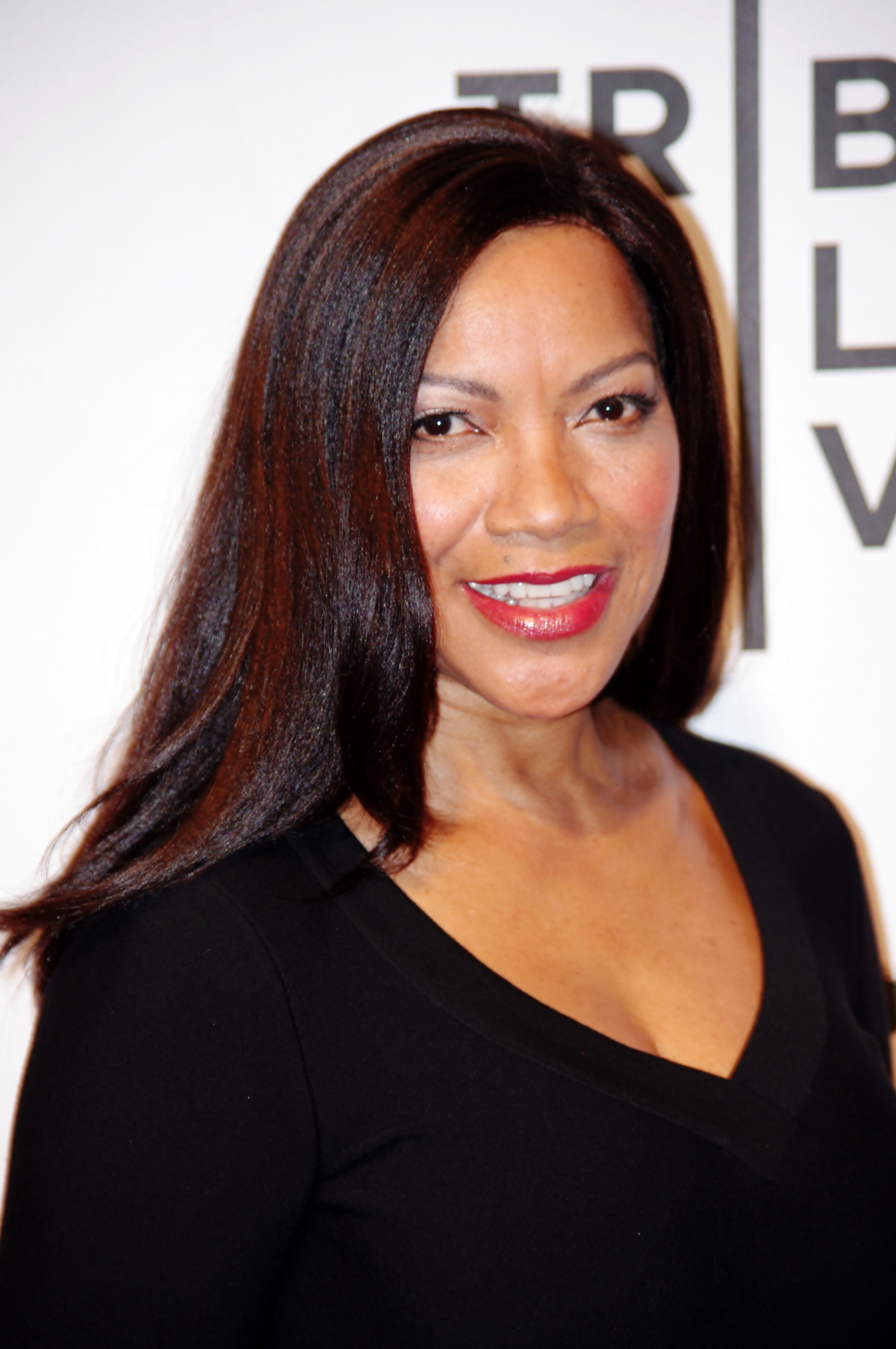
Grace Hightower (2011)

Grace Hightower (* 7. April 1955 in Kilmichael, Mississippi) ist eine US-amerikanische Schauspielerin und ehemaliges Model.

## Leben
Hightower arbeitete zunächst als Flugbegleiterin für die Fluggesellschaft TWA, wo sie 1980 von zwei Angestellten des New Yorker Kaufhaus Saks entdeckt wurde und fortan als Model arbeitete.
Hightower lernte Robert De Niro 1987 in London kennen. 1997 heiratete das Paar, ein Jahr später wurde ihr gemeinsamer Sohn geboren. 1999 beantragte De Niro die Scheidung, die jedoch nie rechtskräftig vollzogen wurde. Im November 2004 erneuerte das Paar sein Eheversprechen. Im Dezember 2011 wurden Hightower und De Niro mittels einer bezahlten Schwangerschaftsaustragung durch eine namentlich nicht genannte Frau erneut Eltern. Im November 2018 bestätigte De Niro die Trennung von Hightower.
Hightower übernahm in Lee Daniels’ Filmen Precious – Das Leben ist kostbar (2009) und The Paperboy jeweils kleinere Rollen. Für den Soundtrack zu Precious steuerte sie auch den Song Somethin's Comin' My Way bei.

## Filmografie
- 1994: New York Cops – NYPD Blue (NYPD Blue, Fernsehserie, eine Folge)
- 2009: Precious – Das Leben ist kostbar (Precious)
- 2012: The Paperboy
- 2017: Unspoken: Diary of an Assassin